# Перкинс, Мэнди
Мэнди Перкинс (англ. Mandi Perkins) — канадская певица и автор песен, вокалист инди-рок-группы of Verona.

## Биография
Мэнди Перкинс родилась и выросла в Торонто, Канада. она училась в Беркли, где закончила со степенью в области английской литературы. После окончания школы она переехала в Лос-Анджелес, чтобы продолжить музыкальную карьеру во время учебы в юридической школе.
Перкинс гастролировала по стране и выступала регулярно на Sunset Strip, Silverlake и в Echo Park в таких местах, как The Roxy, The Viper Room, The Satellite, The Echo и The Troubadour. Она закончила свой первый независимый альбом, Bleeding the Line …, в 2007 году совместно с продюсером Уорреном Хьюартом.
Затем она начала работать с музыкальным продюсером Джеффом Розеном, который представил её руководителям Sony Music и подписал с ней контракт. Мэнди сразу начала работу над своим крупным лейблом дебютного альбома, Alice In No Man’s Land.
После распада RCA Victor и снятия её лэйбла, Alice In No Man’s Land имел только ограниченный цифровой релиз. Все песни из Alice In No Man’s Land были написаны Перкинс и альбом продюсировал Уоррен Хьюарт совместно с Майклом Брауэром.
В первой половине 2009 года, Перкинс играла на фестивале South by Southwest и совершила клубный тур по США. Перкинс просила разорвать её контракт с Sony в июне 2009 года и создала новую группу под названием of Verona в июле 2011 года.

## Дискография
| Дата выхода     | Название                    | Метки                         |
| --------------- | --------------------------- | ----------------------------- |
| 2003            | Mandi Perkins (EP)          | Самостоятельно выпустила демо |
| 2003            | The Mandi Perkins Band (EP) | Самостоятельно выпустила демо |
| 18 мая 2005     | Broken Window (EP)          | Самостоятельно выпустила демо |
| 14 августа 2007 | Bleeding the Line           | De Novo Music                 |
| 4 августа 2008  | Alice in No Man’s Land      | Sony BMG                      |
| 2009            | Everybody Knows EP          | De Novo Music                 |